# Peripsychoda aurasica
Peripsychoda aurasica är en tvåvingeart som först beskrevs av Vaillant 1958.  Peripsychoda aurasica ingår i släktet Peripsychoda och familjen fjärilsmyggor. Inga underarter finns listade i Catalogue of Life.